# رود مروارید (چین)
رود مروارید رودی است به دریای جنوبی چین می‌ریزد. این رود از کشور جمهوری خلق چین می‌گذرد.

## نگارخانه

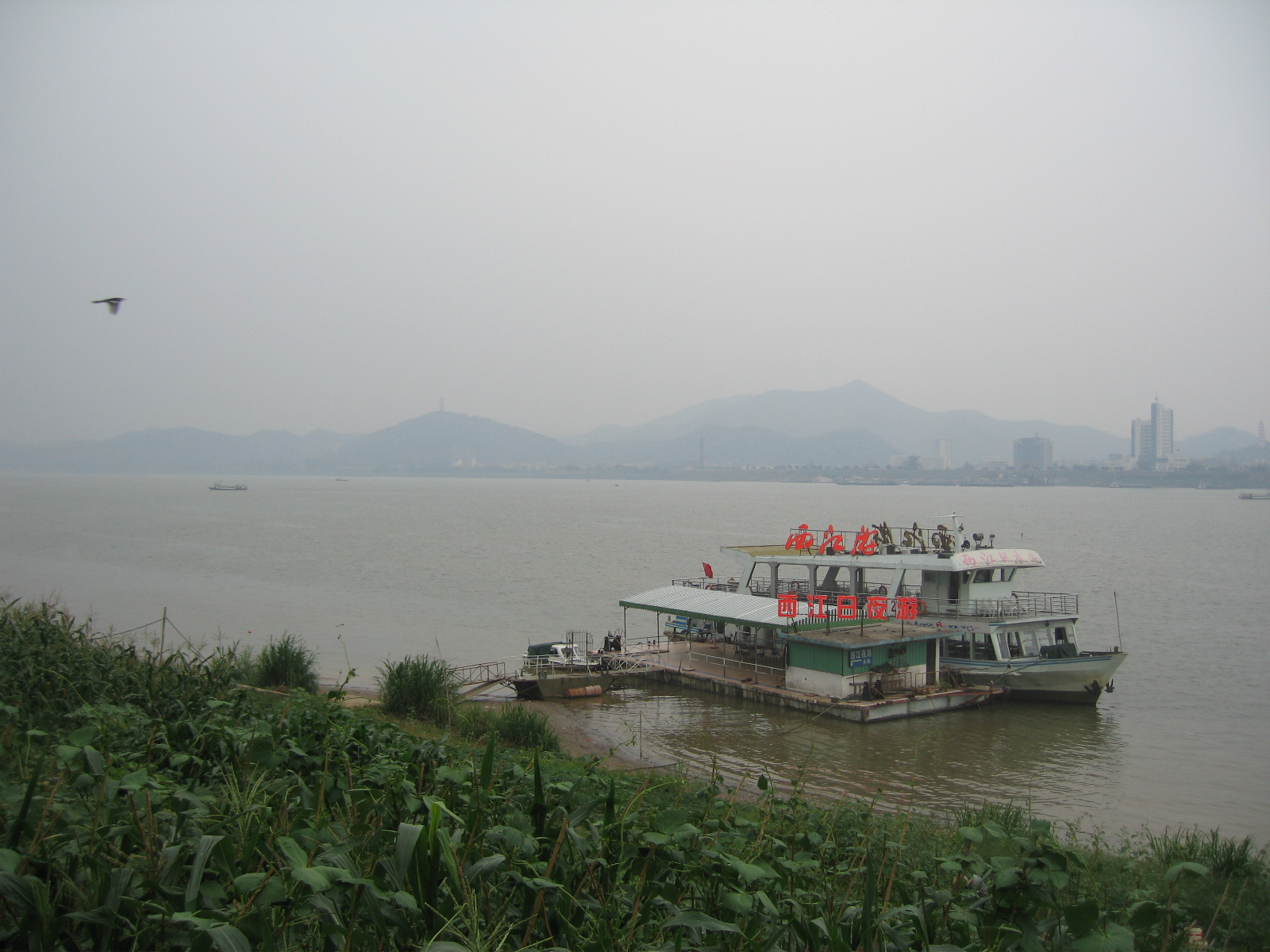
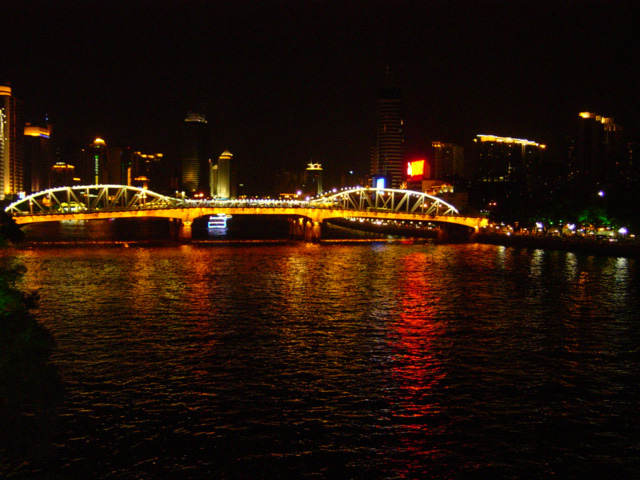
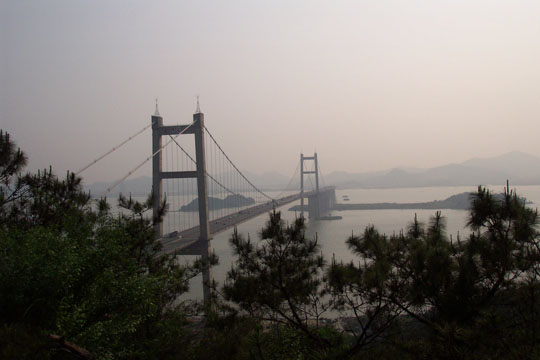
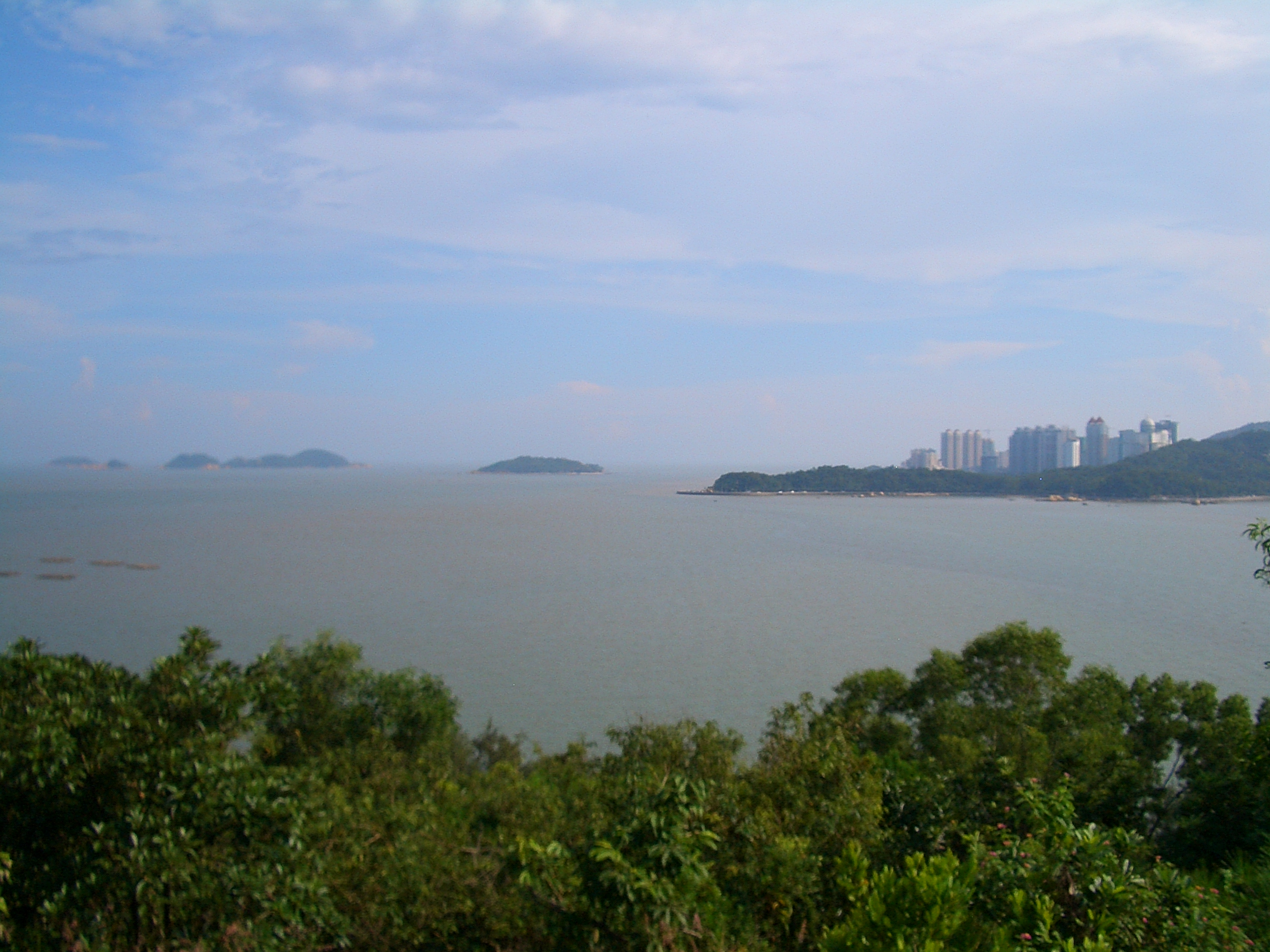